# TCG Anadolu
La TCG Anadolu (distintivo ottico L 400) è una nave d'assalto anfibio della Türk Deniz Kuvvetleri, derivata dal Juan Carlos I (L 61) è classificata come portaelicotteri (LHD).

## Storia del progetto

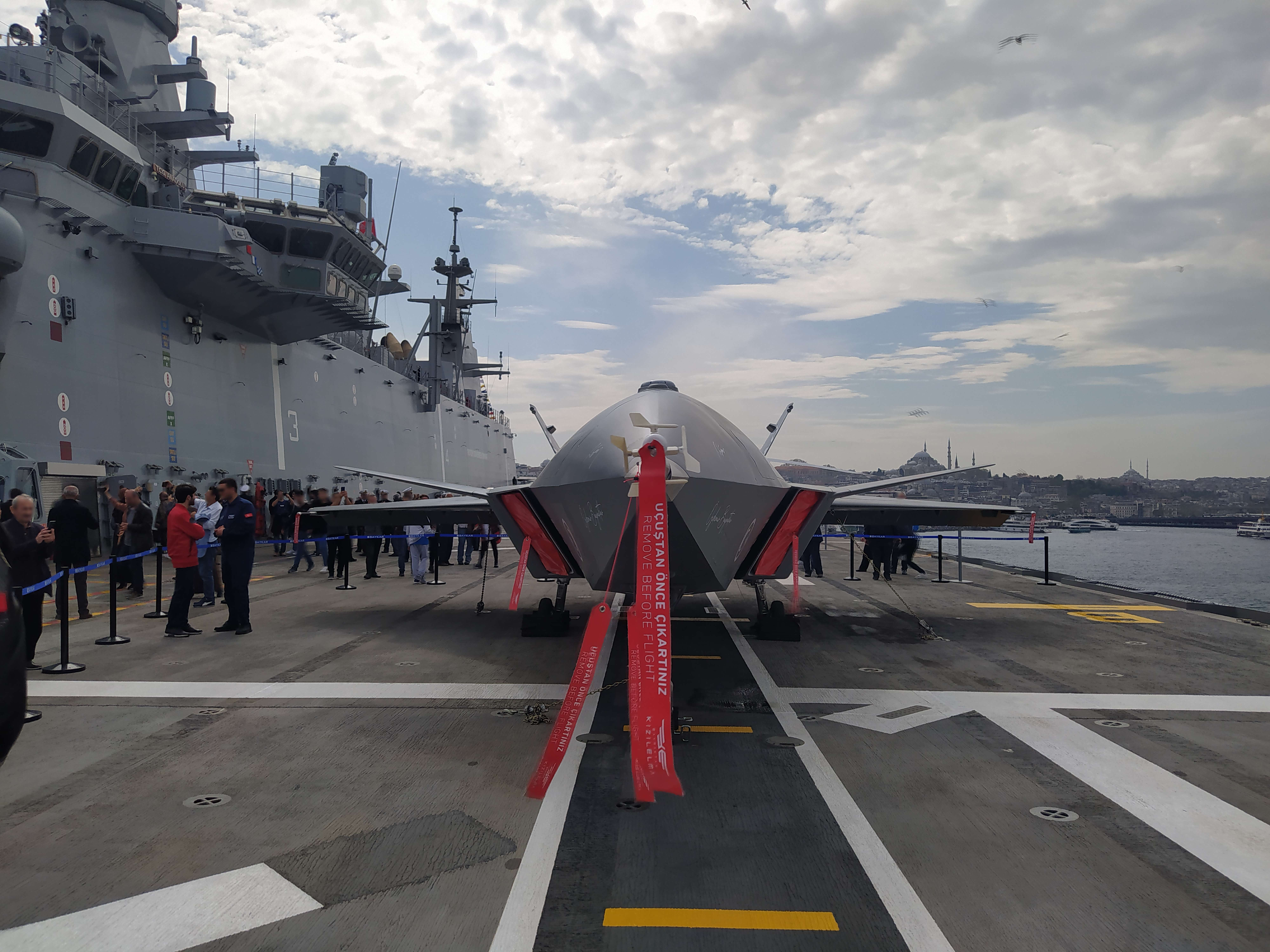
Baykar Bayraktar Kızılelma è un APR disegnato per essere utilizzato sulla TCG Anadolu (L-400).

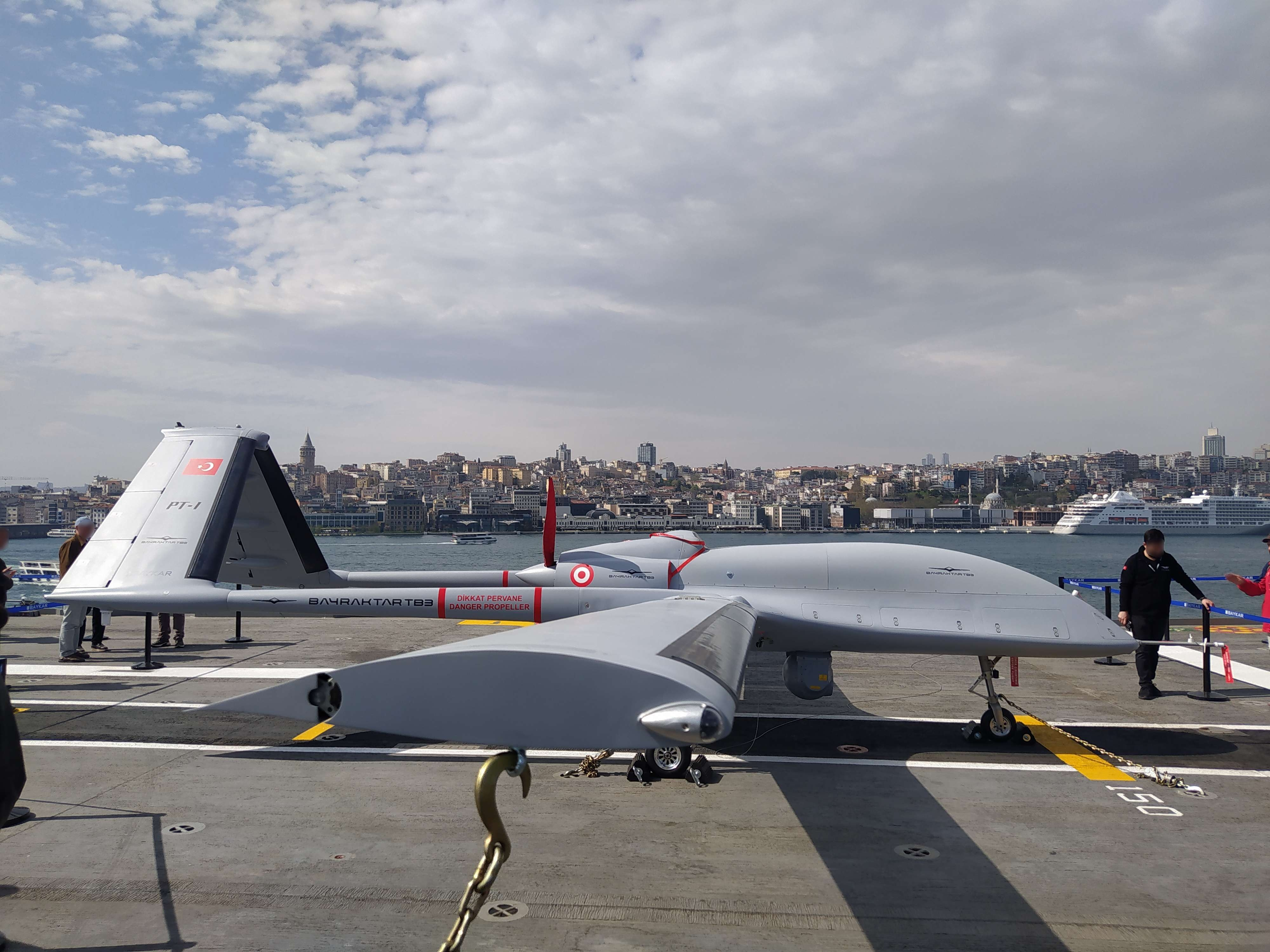
Baykar Bayraktar TB3 è un altro APR disegnato per essere utilizzato sulla TCG Anadolu (L-400).

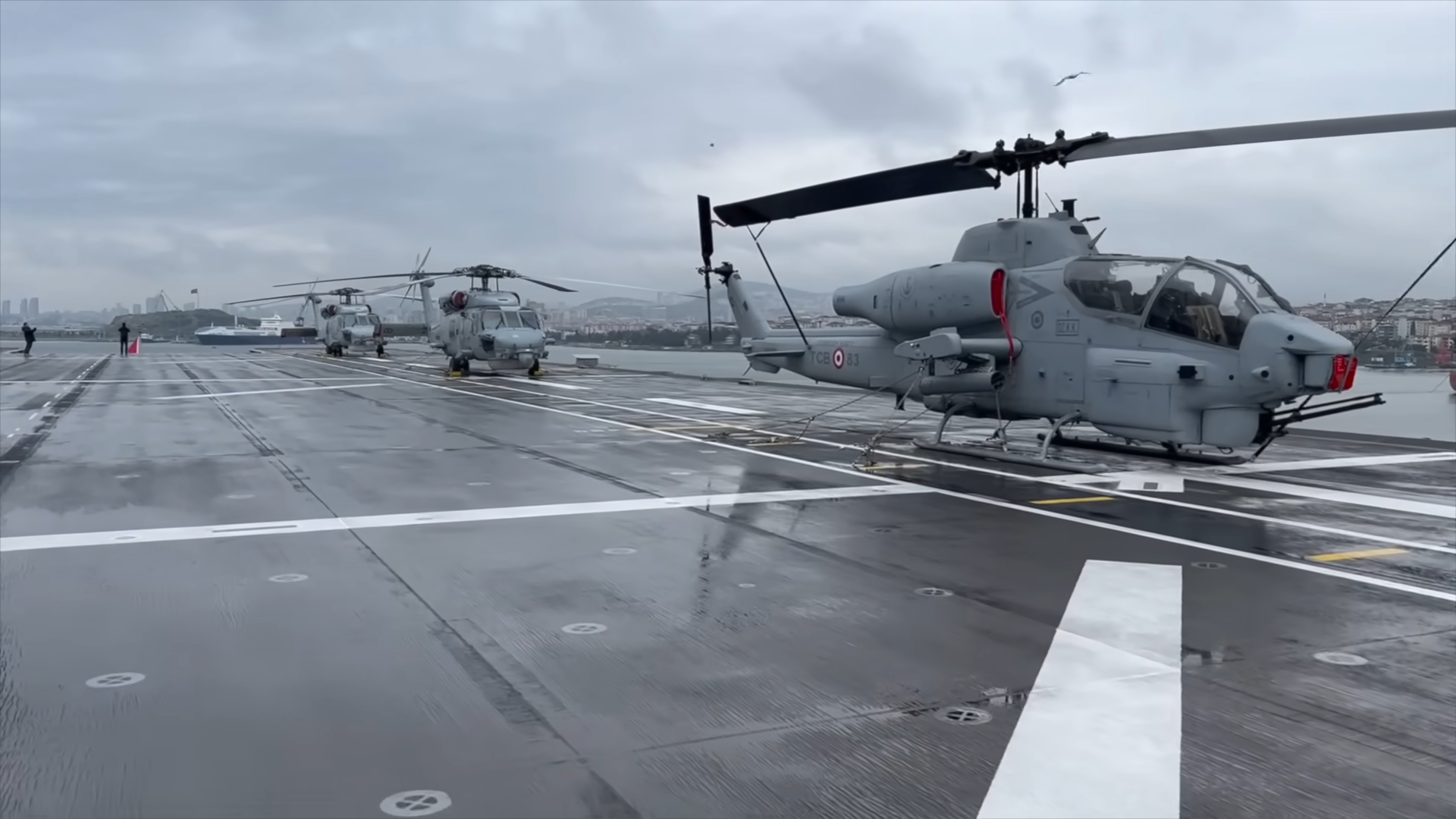
Elicotteri Bell AH-1W Super Cobra e Sikorsky S-70B-28 Seahawk sulla TCG Anadolu (L-400).

La nave è stata completata nel 2022, ed ha iniziato le prove in mare agli inizi di marzo dello stesso anno.
Dopo una serie di ritardi l’Anadolu è entrata in servizio il 10 aprile 2023.